# سامانلوی بزرگ
سامانلوی بزرگ یک روستا در ایران است که در شهرستان سرعین استان اردبیل واقع شده‌است.

## جمعیت
این روستا در بخش سبلان قرار دارد و براساس سرشماری مرکز آمار ایران در سال ۱۳۸۵، جمعیت آن ۵۹ نفر (۹ خانوار) بوده‌است.